# Daniela Castro
Daniela (Danielle Stefani) Castro Arellano (Città del Messico, 17 agosto 1966) è un'attrice messicana, nota soprattutto come interprete di telenovelas.

## Filmografia parziale
- La mia seconda madre; altro titolo: Diana (Mi segunda madre) (1989)
- Balada por un amor (1989)
- Días sin luna (1990)
- Catene d'amore (Cadenas de amargura) (1991)
- Triángulo (1992)
- Amanti (Cañaveral de pasiones) (1996)
- El noveno mandamiento (2001)
- Pasión (2007)
- Mi pecado (2009)
- Mujeres asesinas (2009)
- Una familia con suerte (2011-2012)
- Lo que la vida me robó (2013-2014)

## Doppiatrici italiane
Nelle versioni in italiano delle opere in cui ha recitato,Daniela Castro è stata doppiata da:
- Giuppy Izzo in: La mia seconda madre e Catene d'amore.
- Olivia Manescalchi in: Amanti.